# 關隴
关陇，指关中和甘肃东部一带地区，比如陈寅恪概括的西魏北周的政治势力关陇集团。
清朝末年有陕西、甘肃留日学生创办的革命月刊《关陇》。由《秦陇》杂志改名而成。光绪三十四年正月初一日（1908年2月2日）在日本东京创刊。秘密发行至国内陕甘地区，党积龄（松年）编辑。以鼓吹革命，救亡图存，警醒桑梓，鼓铸国魂，保卫陕甘利权为主旨。尤为注重揭露沙俄侵略蒙古新疆的罪恶。一共出版三号，三月停刊。